# Robert Dahlgren
Robert Dahlgren (ur. 1 grudnia 1979 w Skellefteå) – szwedzki kierowca wyścigowy. Zdobywca tytułów mistrzowskich m.in. w Brytyjskiej Formule Ford w 2001 i w Scandinavian Touring Car Cup w 2010. Obecnie jest kierowcą zespołu Polestar Performance w serii Scandinavian Touring Car Championship.
Jego żoną jest Nina Dahlgren, z którą ma syna Tima i córkę Molly. Interesuje się golfem i snowboardingiem.

## Kariera

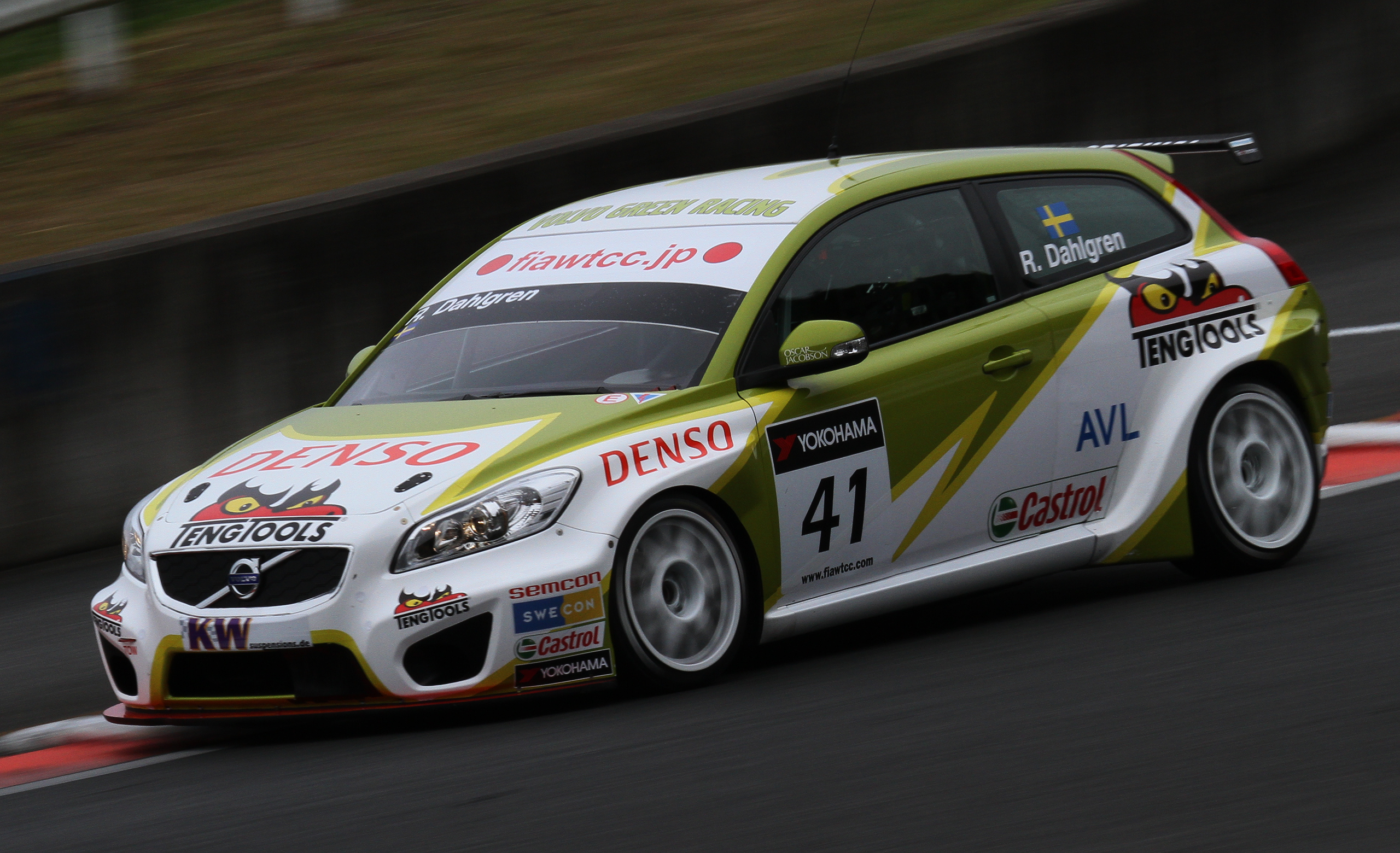
Robert Dahlgren podczas treningu na rundzie WTCC w Japonii w 2010

Robert Dahlgren swoją karierę wyścigową rozpoczął w 1989 w kartingu, gdzie jeździł do 1995 włącznie. W 1997 zadebiutował w Szwedzkiej Formule Ford Juniorów, której sezon ukończył na 3 pozycji. W 1998 zdobył tytuły mistrzowskie w Nordyckiej i Szwedzkiej Formule Ford 1600. W 2000 przeniósł się do Brytyjskiej Formuły Ford. Debiutancki sezon ukończył na 4 pozycji, a w kolejnym został mistrzem serii z 257 punktami na koncie. W latach 2002 i 2003 startował w Brytyjskiej Formule 3, gdzie zajął odpowiednio 17 i 9 miejsce w klasyfikacji końcowej. W 2004 zadebiutował w serii Swedish Touring Car Championship, w której jeździł aż do 2010 włącznie. W klasyfikacji końcowej zajmował dwukrotnie 7 (2005 i 2009) i 5 pozycję (2006 i 2008), natomiast trzykrotnie był wicemistrzem tej serii (w 2004, 2007 i 2010). W latach 2004–2007 w STCC Dahlgren jeździł Volvo S60, gdzie w 2007 było ono zasilane bioetanolem, a w 2008 przeszedł do mniejszego Volvo C30. W 2010 obok 2 pozycji w STCC zdobył również mistrzostwo w Scandinavian Touring Car Cup. W latach 2007–2010 zaliczył starty w pojedynczych wyścigach w World Touring Car Championship, w których nie miał jednak możliwości zdobywania punktów, ale w 2011 startował w pełnym już sezonie serii. Jego najlepszy wynik w WTCC to 4 miejsce w pierwszym wyścigu na torze Oschersleben w sezonie 2011. W 2012 przeniósł się do nowo powstałej szwedzkiej serii Touring Car Team Association.

## Wyniki w WTCC
| Legenda oznaczeń w tabelach wyników Wyświetl szablon na nowej stronie | Legenda oznaczeń w tabelach wyników Wyświetl szablon na nowej stronie                                                                     |
| Oznaczenie                                                            | Wyjaśnienie |
| --------------------------------------------------------------------- | --- |
| Złoty                                                                 | Zwycięzca lub mistrzostwo |
| Srebrny                                                               | 2. miejsce lub wicemistrzostwo |
| Brązowy                                                               | 3. miejsce lub II wicemistrzostwo |
| Zielony                                                               | Ukończył, punktował (w klasyfikacji generalnej, gdy zdobył co najmniej jeden punkt na przestrzeni sezonu, poza trzema powyższymi opcjami) |
| Niebieski                                                             | Ukończył, nie punktował (w klasyfikacji generalnej, gdy nie zdobył co najmniej jednego punktu na przestrzeni sezonu)                      |
| Czerwony                                                              | Nie zakwalifikował się (NZ) |
| Czerwony                                                              | Nie prekwalifikował się (NPK) |
| Różowy                                                                | Nie ukończył (NU) |
| Różowy                                                                | Niesklasyfikowany (NS) (w klasyfikacji generalnej, gdy nie został sklasyfikowany w żadnym wyścigu sezonu)                                 |
| Czarny                                                                | Zdyskwalifikowany (DK) |
| Czarny                                                                | Wykluczony (WYK/EX) |
| Biały                                                                 | Nie wystartował (NW) |
| Biały                                                                 | Kontuzjowany (K/INJ) |
| Biały                                                                 | Wyścig odwołany (OD/C) |
| Bez koloru                                                            | Został wycofany (WYC/WD) |
| Bez koloru                                                            | Nie przybył (NP/DNA) |
| Bez koloru                                                            | Nie brał udziału w treningach (NT/DNP) |
| Bez koloru                                                            | Nie został zgłoszony (–) |
| Pogrubienie                                                           | Start z pole position |
| Kursywa                                                               | Najszybsze okrążenie wyścigu |
| †                                                                     | Nie ukończył, ale jego rezultat został zaliczony ze względu na przejechanie więcej niż 90% dystansu wyścigu.                              |
| *                                                                     | Sezon w trakcie |
| 1/2/3                                                                 | Punktowana pozycja w sprincie kwalifikacyjnym                                                                                             |
| Lista systemów punktacji Formuły 1                                    | |

| Sezon | Zespół                      | Samochód            | 1   | 1   | 2   | 2   | 3   | 3   | 4   | 4   | 5   | 5   | 6   | 6   | 7   | 7   | 8   | 8   | 9   | 9   | 10  | 10  | 11  | 11  | 12  | 12  | Pozycja | Punkty |
| ----- | --------------------------- | ------------------- | --- | --- | --- | --- | --- | --- | --- | --- | --- | --- | --- | --- | --- | --- | --- | --- | --- | --- | --- | --- | --- | --- | --- | --- | ------- | ------ |
| 2007  | Polestar Racing             | Volvo S60 Flexifuel | BRA | BRA | NED | NED | ESP | ESP | FRA | FRA | CZE | CZE | POR | POR | SWE | SWE | GER | GER | GBR | GBR | ITA | ITA | MAC | MAC |     |     | –1      | –1     |
| 2007  | Polestar Racing             | Volvo S60 Flexifuel | -   | -   | -   | -   | -   | -   | -   | -   | -   | -   | -   | -   | 10  | 8   | -   | -   | -   | -   | -   | -   | -   | -   |     |     | –1      | –1     |
| 2008  | Volvo Olsbergs Green Racing | Volvo C30           | BRA | BRA | MEX | MEX | ESP | ESP | FRA | FRA | CZE | CZE | POR | POR | GBR | GBR | GER | GER | EUR | EUR | ITA | ITA | JPN | JPN | MAC | MAC | –1      | –1     |
| 2008  | Volvo Olsbergs Green Racing | Volvo C30           | -   | -   | -   | -   | -   | -   | -   | -   | -   | -   | -   | -   | 24  | NW  | -   | -   | -   | -   | -   | -   | -   | -   | -   | -   | –1      | –1     |
| 2009  | Volvo Olsbergs Green Racing | Volvo C30           | BRA | BRA | MEX | MEX | MAR | MAR | FRA | FRA | ESP | ESP | CZE | CZE | POR | POR | GBR | GBR | GER | GER | ITA | ITA | JPN | JPN | MAC | MAC | –1      | –1     |
| 2009  | Volvo Olsbergs Green Racing | Volvo C30           | -   | -   | -   | -   | -   | -   | -   | -   | -   | -   | -   | -   | -   | -   | 15  | 14  | -   | -   | -   | -   | -   | -   | -   | -   | –1      | –1     |
| 2010  | Volvo Olsbergs Green Racing | Volvo C30           | BRA | BRA | MAR | MAR | ITA | ITA | BEL | BEL | POR | POR | GBR | GBR | CZE | CZE | GER | GER | ESP | ESP | JPN | JPN | MAC | MAC |     |     | –1      | –1     |
| 2010  | Volvo Olsbergs Green Racing | Volvo C30           | -   | -   | -   | -   | -   | -   | -   | -   | -   | -   | 12  | NU  | -   | -   | -   | -   | -   | -   | 8   | 5   | -   | -   |     |     | –1      | –1     |
| 2011  | Polestar Racing             | Volvo C30           | BRA | BRA | BEL | BEL | ITA | ITA | HUN | HUN |     |     |     |     |     |     |     |     |     |     |     |     |     |     |     |     | 11      | 72     |
| 2011  | Polestar Racing             | Volvo C30           | 12  | 13  | 13  | 7   | 15  | 13  | NS  | 9   |     |     |     |     |     |     |     |     |     |     |     |     |     |     |     |     | 11      | 72     |
| 2011  | Polestar Racing             | Volvo C30 Drive     |     |     |     |     |     |     |     |     | CZE | CZE | POR | POR | GBR | GBR | GER | GER | ESP | ESP | JPN | JPN | CHN | CHN | MAC | MAC | 11      | 72     |
| 2011  | Polestar Racing             | Volvo C30 Drive     |     |     |     |     |     |     |     |     | 6   | 9   | 7   | 16  | 8   | 6   | 4   | 7   | 9   | 9   | NU  | 5   | 9   | 9   | INJ | INJ | 11      | 72     |

1 Niedopuszczony do zdobywania punktów